# Bajany
Bajany jsou obec na Slovensku. Nacházejí se v Košickém kraji, v okrese Michalovce. Obec má rozlohu 5,55 km² a leží v nadmořské výšce 106 m. V roce 2011 v obci žilo 487 obyvatel. První písemná zmínka o obci pochází z roku 1370.